# HMS Defiance (1783)
El HMS Defiance fue un navío de línea británico de 2 puentes y 74 cañones de la clase Elizabeth construido en los astilleros londinenses de Rotherhithe entre 1780 y 1783.

## Actuación en laRoyal Navy
En los primeros años de trabajo para la Royal Navy estuvo destinado en la Flota del Canal. El HMS Defiance llegó a verse amotinado por su tripulación hasta en tres ocasiones. La primera en octubre de 1795, cuando estaba bajo el mando del capitán George Home. Inicialmente tuvo que liberar a los cabecillas cuando la tropa intentó asaltar las propias dependencias de los oficiales. Tras pedir auxilio a unidades externas del barco, en concreto al 7 ° Regimiento de Fencing del Sur, los amotinados fueron confinados y custodiados hasta regresar a puerto. La situación se volvió tan tensa que se requirió el estacionamiento de las tropas del Ejército británico en las cercanías porque el barco se vio ausente del contingente de 60 marines que debía llevar y que fueron embarcados en otro barco.
El segundo fue parte del episodio de los motines de Nore y Spithead. Al capitán William Bligh se le ordenó embarcar con 200 miembros de tropa para abordar el HMS Defiance y recuperar el control de los amotinados, hecho que fue finalmente posible. El tercer amotinamiento tuvo lugar en 1798, y se saldó con un total de once hombres ahorcados y diez encarcelados que fueron enviados a las cárceles de Nueva Gales del Sur (Australia).
Bajo el mando del capitán Richard Retallick, el HMS Defiance fue designado como buque insignia de la flota dirigida por el contraalmirante Thomas Graves, participando en la Primera batalla de Copenhague acaecida el 2 de abril de 1801. Debido a los contratiempos que impidieron que los buques de la Royal Navy, el Bellona, Russell y Agamemnon ocuparan sus lugares asignados, el Defiance tuvo que lidiar en solitario el combate en la posición acordada, lo que le dejó expuesto a un severo fuego cruzado, sufriendo daños graves en el casco y aparejos.
Años más tarde, y bajo el mando del capitán Philip Charles Durham, el HMS Defiance combatiría en dos batallas decisivas para el Reino Unido en los mares; las sucedidas en 1805 en cabo Finisterre (22 de julio) y Trafalgar (21 de octubre). Encuadrada en la flota liderada por el vicealmirante Cuthbert Collingwood, el navío participó en la rendición y captura del español San Juan Nepomuceno, mandado por el guipuzcoano Cosme Damián Churruca. Herido mortalmente, Churruca había prohibido a sus oficiales rendir el barco y ordenó que continuaran atacando hasta no quedar ningún oficial con vida. Tan solo al final de la propia batalla, con más de 400 muertos, el último oficial con vida de la nave ordenó arriar la bandera blanca y rendirse a los británicos, después de un enconado enfrentamiento con el Defiance, el Dreadnought y el Tonnant.
Con 577 hombres a bordo, en el balance de la batalla el HMS Defence se cobró 17 muertos y 53 heridos.
Después de servir como buque carcelario en Chatham desde 1813, fue desguazada en 1817.